# Gehan Rateb
Gehan Rateb,  née le 17 janvier 1969, est une actrice, chanteuse et compositrice égyptienne. Elle commence sa carrière en tant que présentatrice à l'ART.

## Filmographie
La filmographie de Gehan Rateb, comprend les films suivants  : 

### Cinéma
- Horoob Maa Sabk El-Esrar (1999)
- Alshan Rabena Yehebak  (2001)
- Ewaa Weshak  (2004)
- Elwala Hima
- Lila Ala ElKamar (2008)

### Courts métrages
- The Ten Pounds  (2000)
- Tarh El Sabar  (2006)
- Howa El Naharda Aih  (2007)

### Séries télé
- Nesr El Shark   (1999)
- Robama Naltaki  (2000)
- Salma Ya Salama  (2001)
- Hadeith Elsabah we Elmasaa   (2003)
- Amira fi Abdeen  (2004)
- El Jabal TV Series   (2007)
- Elainkaboot   (2008)

### Théâtre
- 2 Hi & 3 Bye Bye   (2000)
- New Look  (2006)

## Source de la traduction
- (en) Cet article est partiellement ou en totalité issu de l’article de Wikipédia en anglais intitulé « Gehan Rateb » (voir la liste des auteurs).